# Cees 't Hart
Cornelis Christiaan "Cees" 't Hart (født 8. august 1958) er en hollandsk erhvervsleder, der fra 2015 til 2023 var administrerende direktør for Carlsberg Group.
Han er uddannet master i socialvidenskab fra Universiteit Leiden og har desuden gennemført en lederuddannelse ved Harvard. Han har arbejdet for Unilever med ansvar for afdelinger i Holland og Polen. I 2008 blev han administrerende direktør for hollandske Friesland Foods og stod i spidsen for fusionen med Campina til FrieslandCampina. Han har desuden været bestyrelsesmedlem i Air France-KLM.
Han kom til Carlsberg i 2015 og forlod virksomheden i 2023. Som en af sine sidste opgaver afviklede han bryggerikoncernens aktiviteter i Rusland som følge af Ruslands invasion af Ukraine.
I 2015 blev han dekoreret med Oranie-Nassau Ordenen.